# Happy Ever After (The Dogs D'Amour)
Happy Ever After è un album rock dei The Dogs D'Amour pubblicato nel 2000.

## Tracce
1. Get By
2. Spooks
3. Angelina
4. Singin'
5. Flying V Girl
6. Even Angels
7. Quick Joey Small
8. Fool
9. Roll Over
10. Ever Do Right
11. Little Boy You

## Formazione
- Tyla - voce, chitarra
- Bam - batteria, cori
- Jo "Dog" Almeida - chitarra, cori
- Share Pedersen - basso, tastiere